# L'amico degli amici
L'amico degli amici, è il terzo album in studio del rapper italiano Turi, pubblicato nel 2004.

## Descrizione
Il lavoro dell'artista si basa su strumentali e rime dello stesso, arricchite dalla presenza di artisti come Kaos, della scena romana come Danno e dell'hip hop calabrese come Kiave ed L-Mare. Delle quindici tracce, le basi di "Nuove prove" e della bonus track "Niente di nuovo 2002" sono state realizzate da Impro. Inoltre della traccia Cosa Vuoi Da Me è stato realizzato un video.

## Tracce
1. Intro – 1:13
2. Fuoco al tetto – 3:50
3. Da grande – 4:38 – con L-Mare e Franco Negrè
4. Notte d'argento - prod. Dj Argento – 1:12
5. Tempesta del secolo – 4:02 – con Kaos
6. Nuove prove – 3:08
7. L'amico degli amici – 4:45 – con L-Mare e Kiave
8. Cosa vuoi da me – 4:02
9. Presto ci canto sopra – 0:35
10. Un mare di come – 1:38
11. Cartoline dall'Inferno – 4:49 – con Danno
12. Il contagio – 3:33
13. Cronisti – 3:58 – con Kiave
14. Blues in Fa – 3:07
15. Niente di nuovo – 2:24